# Кінофестиваль «Щасливе життя»
Кінофестиваль «Щасливе життя» (Відкритий Фестиваль Короткометражного кіно «Щасливе життя») — щорічний міжнародний кінофестиваль, що відбувається в травні у Запоріжжі.

## Мета та завдання Кінофестивалю «Щасливе життя»
- залучення дітей та молоді до заняття художньою творчістю;
- розвиток творчого, культурного, морального та естетичного потенціалів дітей, молоді та дорослого населення міста Запоріжжя, Запорізької області та всієї України шляхом участі в окремих чи декількох підпроєктах Кінофестивалю;
- професійний розвиток аматорів кінематографу шляхом конкурсної участі в Кінофестивалі, участь в освітньо-практичних майстер-класах в рамках Проєкту та шляхом живого спілкування з провідними представниками українських та іноземних кіно- та телеіндустрії, шоубізнес та культури,
- популяризація загальнолюдських цінностей, гендерної рівності та толерантності в суспільстві;
- розвиток та промоція українського короткометражного кіно;
- промоція Запоріжжя та Запорізької області в Україні та у світі;
- виявлення та підтримка талановитих дітей та молоді;
- національно-патріотичне та правове виховання підростаючого покоління.

## Фестивальні номінації
- Артхаус;
- Love-story;
- Національно-патріотичне/Народно-побутове;
- Мелодрама;
- Сюжетний музичний кліп;
- Стрічки з глибокою думкою;
- Соціальна реклама;
- Стоп-моушен;
- Ґендерне кіно.

## Оргкомітет Кінофестивалю
До Оргкомітету Кінофестивалю «Щасливе життя» входять провідні діячі кіно та телебачення Запорізького краю та України.

Голова Оргкомітету — Кахай Олександр Леонідович

Заступник Голови Оргкомітету — Мєрєнкова Вікторія Валеріївна
До Експертної Ради (Журі) Кінофестивалю «Щасливе життя» входять провідні діячі культури, шоу-бізнесу, телебачення та кіно України та світу.

## Основні джерела
- https://web.archive.org/web/20130728170508/http://schastye.org.ua/ - Офіційний сайт Кінофестивалю «Щасливе життя»
- https://web.archive.org/web/20150529090228/http://deaf-deti.org.ua/ - Офіційний сайт ЗОМОГ «Наше щасливе життя»
- В Запорожье прошел фестиваль короткометражного кино (ВИДЕО) [Архівовано 6 січня 2012 у Wayback Machine.]
- В Запорожье прошел кинопоказ работ молодых кинематографистов-аматоров [Архівовано 6 січня 2012 у Wayback Machine.]
- Первый CINEMA HALL ПОКАЗ в Запорожье
- На запорожском кинофестивале
- Всеукраїнський кінофестиваль «Щастя»[недоступне посилання з липня 2019]
- Всеукраинский Фестиваль Короткометражного Кино «Счастье»
- AMUSE production приняли участие в международном кинофестивале «Счастье»